# Jesús Gallardo
Jesús Daniel Gallardo Vasconcelos (Heroica Cárdenas, Tabasco, Mèxic, 15 d'agost de 1994) es un futbolista mexicà, juga com a extrem i actualment juga al CF Monterrey de la Liga MX. També és internacional amb la selecció mexicana.

## Trajectòria
Abans de començar a jugar amb els equips inferiors dels Pumas UNAM, Gallardo va dur la samarreta dels Jaguares de la secció 48; un equip que estava a la tercera divisió professional amb seu a Reforma, Chiapas.

### Club Universidad Nacional
Va començar a la divisió sub-20 del club, on va estar treballant fins a pujar al primer equip.
Va debutar en paartit de lliga davant el Deportivo Toluca FC que va acabar en empat 2-2. En aquest partit va dur la samarreta 88, i va entrar com a titular, a més va marcar un dels dos gols del seu equip al minut 55.

### Club de fútbol Monterrey
El 29 de maig de 2018 es va fer oficial el seu fitxatge amb el CF Monterrey.

## Internacional
Va ser cridat per participar dels partits contra Nova Zelanda i Panamà, tot això després de la lesió d'Ángel Sepúlveda. Va jugar els dos partits partits, el primer com a titular i el segon sortint de la banqueta al minut 60.
El 7 de juny del 2017 va ser inclòs a la llista preliminar de 40 jugadors que Juan Carlos Osorio havia de reduir fins als 23 que participarien en la Copa d'Or 2017 jugada als Estats Units. El 28 de juny del 2017 va ser inclòs a la llista definitiva.
L'any següent també va ser inclòs a la llista per a jugar la Copa del Món de Futbol de 2018 a Rússia.
| Club              | País  | PJ | Gols | Període        |
| ----------------- | ----- | -- | ---- | -------------- |
| Selecció de Mèxic | Mèxic | 24 | 0    | 2016 - present |

### Participacions en la selecció nacional
| Copa           | Categoria | Seu          | Resultat    | Partits | Gols |
| -------------- | --------- | ------------ | ----------- | ------- | ---- |
| Copa d'Or 2017 | Absoluta  | Estats Units | Tercer lloc | 5       | 0    |
| Total          | Total     | Total        | Total       | 5       | 0    |

Resum segons les posicions obtingudes:
| Posicions | Detall         |
| --------- | -------------- |
| 3r lloc   | Copa d'Or 2017 |

## Estadístiques

### Clubs
| Club             | Div           | Temporada     | Lliga nacional | Lliga nacional | Lliga nacional | Copa nacional | Copa nacional | Copa nacional | Torneigs internacionals | Torneigs internacionals | Torneigs internacionals | Total | Total | Total   | Mitjana de gols |
| Club             | Div           | Temporada     | Part.          | Gols           | Assist.        | Part.         | Gols          | Assist.       | Part.                   | Gols                    | Assist.                 | Part. | Gols  | Assist. | Mitjana de gols |
| ---------------- | ------------- | ------------- | -------------- | -------------- | -------------- | ------------- | ------------- | ------------- | ----------------------- | ----------------------- | ----------------------- | ----- | ----- | ------- | --------------- |
| Pumas UNAM Mèxic |               |               |                |                |                |               |               |               |                         |                         |                         |       |       |         |                 |
| 1a divisió       | Apertura 2014 | 1             | 0              | 0              | 2              | 1             | 0             | 0             | 0                       | 0                       | 3                       | 1     | 0     | 0,33    |                 |
| 1a divisió       | Clausura 2015 | 12            | 0              | 0              | 0              | 0             | 0             | 0             | 0                       | 0                       | 12                      | 0     | 0     | 0,0     |                 |
| 1a divisió       | Apertura 2015 | 1             | 0              | 0              | 4              | 0             | 1             | 0             | 0                       | 0                       | 5                       | 0     | 1     | 0,0     |                 |
| 1a divisió       | Apertura 2016 | 18            | 2              | 3              | 0              | 0             | 0             | 7             | 2                       | 1                       | 25                      | 4     | 4     | 0,16    |                 |
| 1a divisió       | Clausura 2017 | 16            | 4              | 2              | 0              | 0             | 0             | 0             | 0                       | 0                       | 16                      | 4     | 2     | 0,07    |                 |
| 1a divisió       | Apertura 2017 | 15            | 1              | 0              | 2              | 1             | 0             | 0             | 0                       | 0                       | 17                      | 2     | 0     | 0,00    |                 |
| 1a divisió       | Clausura 2018 | 19            | 4              | 3              | 2              | 1             | 0             | 0             | 0                       | 0                       | 21                      | 5     | 3     | 0,19    |                 |
| Total club       | Total club    | Total club    | 82             | 11             | 8              | 10            | 3             | 1             | 7                       | 2                       | 1                       | 99    | 16    | 10      | 0,8             |
| Total carrera    | Total carrera | Total carrera | 82             | 11             | 8              | 10            | 3             | 1             | 7                       | 2                       | 1                       | 99    | 16    | 10      | 0,8             |
|                  |               |               |                |                |                |               |               |               |                         |                         |                         |       |       |         |                 |

### Resum estadístic
| Competició           | Partits | Gols | Mitjana de gols |
| -------------------- | ------- | ---- | --------------- |
| 1a divisió           | 82      | 11   | 0,07            |
| Copa nacional        | 10      | 3    | 0,1             |
| Copes internacionals | 7       | 2    | 0,5             |
| Selecció absoluta    | 20      | 0    | 0               |
| Total                | 119     | 16   | 0,12            |